# Gigathele guizhouensis
Espèce
Synonymes
- Macrothele guizhouensis Hu & Li, 1986

Gigathele guizhouensis est une espèce d'araignées mygalomorphes de la famille des Macrothelidae.

## Distribution
Cette espèce est endémique de Chine. Elle se rencontre au Guizhou, au Hunan, au Sichuan et à Chongqing.

## Description
La femelle holotype mesure 28 mm.
Le mâle décrit par Wu, Yang, He, Li et Yang en 2022 mesure 21,76 mm.

## Systématique et taxinomie
Cette espèce a été décrite sous le protonyme Macrothele guizhouensis par Hu et Li en 1986. Elle est placée dans le genre Gigathele par Shao, Zhou et Lin en 2025.

## Étymologie
Son nom d'espèce, composé de guizhou et du suffixe latin -ensis, « qui vit dans, qui habite », lui a été donné en référence au lieu de sa découverte, le Guizhou.

## Publication originale
- Hu & Li, 1986 : « On two species of Macrothele from China (Araneae: Dipluridae). » Acta Zootaxonomica Sinica, vol. 11, no 1, p. 35-39.